# Bakuman
Bakuman (japanska: バクマン。?, Bakuman., notera punkten) är en shōnen-manga skapad av Tsugumi Ohba och Takeshi Obata. Det första kapitlet släpptes i Japan den 11 augusti 2008.